# Johannes van Ávila

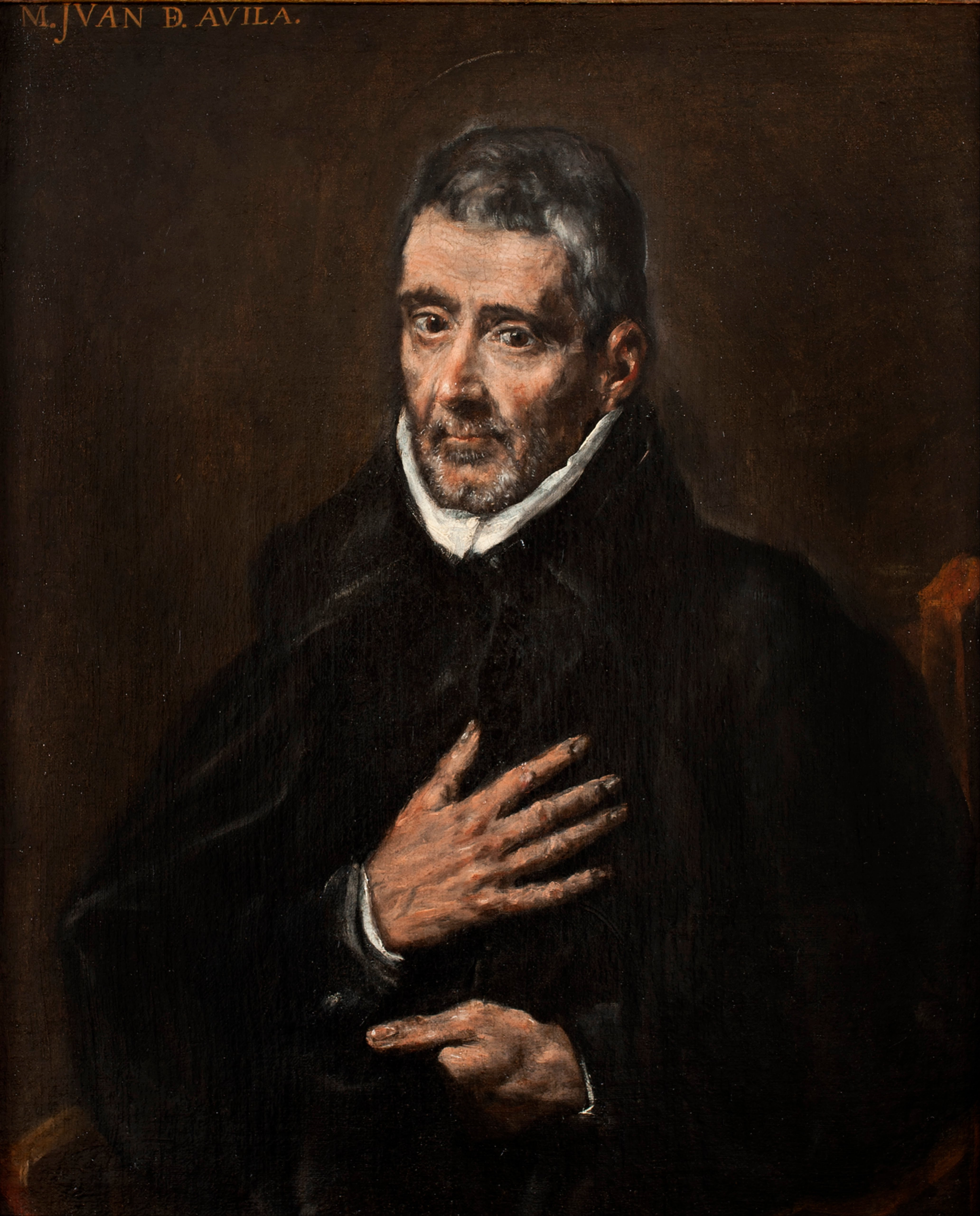
Johannes van Ávila

Johannes van Ávila (Ciudad Real, 6 januari 1499 - Montilla, 10 mei 1569) was een bekende Andalusische prediker die vooral bekend is geworden omdat hij de biechtvader was van een aantal heiligen: Theresia van Ávila, Franciscus Borgia en Johannes de Deo. Door zijn meeslepende predicaties wist hij in Andalusië een gelovig reveil op gang te brengen. Zijn relieken bevinden zich in Montilla.
Johannes van Avila is heilig verklaard in 1970 en in 2012 toegevoegd aan de lijst van kerkleraars. Zijn feestdag wordt gevierd op 10 mei.